# Adrian Hasler
Adrian Hasler (Vaduz, 11 de fevereiro de 1964) foi primeiro-ministro do Liechtenstein entre 2013 e 2021.
Hasler é um economista e foi chefe da Força Policial. Adrian Hasler é casado com Gudrun Elkuch e tem dois filhos, Pascal e Luis.